# Irving S. Reed
Pour les articles homonymes, voir Reed.
Irving Stoy Reed (né le 12 novembre 1923 à Seattle et mort le 11 septembre 2012 à Santa Monica) est un mathématicien et un ingénieur américain. Il est le co-inventeur (avec Gustave Solomon) des codes correcteurs d'erreur de Reed-Solomon. Ce code très utilisé permet de corriger des erreurs dues à la transmission imparfaite d'un message. Il est aussi le co-inventeur des codes de Reed-Muller.
Reed est membre de l'Académie nationale d'ingénierie des États-Unis depuis 1979, et a obtenu deux prix de l'association IEEE : le prix Claude-Shannon en 1982, la médaille Richard-Hamming en 1989 et le prix Masaru-Ibuka en 1995, avec G. Solomon.